# Hubert Lynes
Hubert Lynes, CB, CMG (27 de novembre de 1874 – 10 de novembre de 1942) va ser un militar i ornitòleg britànic. Va servir com a almirall a la primera guerra mundial, on va ser notable per dirigir els atacs a Zeebrugge i Oostende a fi de neutralitzar el a les hores port alemany de Bruges, el qual s'utilitzava com a base d'incursions contra les costes britàniques per part de la Marina Imperial alemanya. Tant durant la seva vida de servei militar com a jubilat, Lynes va ser un notable i experimentat ornitòleg que va contribuir amb nombrosos llibres i va ser considerat un dels millors experts en ocells africans.

## Ornitologia
Lynes va ser en expert ornitòleg. Va desenvolupar un gran interès per la natura amb estudis científics d'ocells silvestres durant el seu temps a l'armada. Al mediterrani, durant els primers anys del segle xx, Lynes va fer anotacions extenses de patrons migratoris d'ocells europeus i africans i va fer la primera de les seves dotze expedicions a l'Àfrica per estudiar els ocells nadius. Aquestes observacions es van publicar en revistes ornitològiques com Ibis i Els ocells britànics i va ser elegit membre de la British Ornithologists' Union. Continuà contribuint a aquestes revistes durant tota la seva vida.
El 1910 Lynes va participar en una expedició als Pirineus i després va ser destinat a la Xina, fent observacions nombroses dels ocells de la regió. Aquestes notes i les col·leccions es van perdre al ser torpedinada la Penelope el 1916. Jubilat, Lynes va viatjar a la regió de Darfur del Sudan, on va realitzar extenses observacions de la vida dels ocells de la regió, compilant un estudi publicat el 1930 a Ibis amb una Revisió del gènere Cisticola. Aquest treball va ser ben rebut i a Lynes se li va atorgar la Medalla Godman-Salvin per les contribucions a l'estudi de l'ornitologia africana. El mateix any va ser vicepresident de la British Ornithologists' Union i membre de correspondència de l'American Ornithological Society. També va ser soci de la Royal Geographical Society i de la Societat Zoològica de Londres.
El 1936 va fer un estudi més profund d'ocells a Egipte i dos anys més tard va contreure un herpes zòster al Sudan i es va veure forçat a tornar a casa amb la salut malmesa. Mai no va tornar a viatjar i va tenir una convalescència llarga de la qual mai no es va recuperar plenament. Amb l'esclat de segona guerra mundial el 1939, Lynes va ser destinat com a oficial naval sènior a Gal·les del nord, un lloc administratiu lleuger atesa la seva fràgil salut i no obstant va ser incapaç d'aguantar-lo, retirant-se una altra vegada el 1941. Va continuar escrivint sobre ocells de Sudan fins a la seva mort, el novembre del 1942 als 68 anys en un hospital naval. Va ser enterrat a Commonwealth war graves commission a St. Seiriol Churchyard, Holyhead. Mai no es va casar i va viure la seva vida sencera amb la seva germana qui se n'ocupava quan no era al mar.

## Abreviatura (zoologia)
L'abreviatura Lynes s'utilitza per indicar a Hubert Lynes com autoritat en la descripció en taxonomia i zoologia.